# Woodbridge (New Jersey)
Woodbridge è una città degli Stati Uniti d'America, nella contea di Middlesex, nello Stato del New Jersey.
Il nome fu scelto in onore del Reverendo John W. Woodbridge (1613-1691).

## Località
Le località di cui si compone il comune di Woodbridge sono:
- Avenel (Census-designated place)
- Colonia (Census-designated place)
- Fords (Census-designated place)
- Hopelawn
- Iselin (Census-designated place)
- Keasbey
- Menlo Park Terrace
- Port Reading (Census-designated place)
- Sewaren (Census-designated place)
- Woodbridge Proper (Census-designated place)